# Lake Garawongera
Lake Garawongera ist ein kleiner Süßwassersee auf der Insel K’gari in Queensland, Australien.
Der Lake Garawongera liegt in einem bewaldeten Dünengebiet. Der kleine See ist von einem breiten Sandstrand umgeben und sein Seegrund ist rötlich gefärbt. Am Lake Garawongera führt der sogenannte Fraser Island Great Walk vorbei, der in dem nahe gelegenen Happy Valley beginnt und am Dilli Village endet. Ferner ist der See auch mit allradgetriebenen Fahrzeugen auf dem Lake Garawongera Scenic Drive erreichbar. In Seenähe befinden sich sechs Campingplätze.